# Emperadriu Wu (Zhaolie)
En aquest nom xinès, el cognom és Wu.
L'Emperadriu Wu (morta el 245 EC), nom personal desconegut, formalment coneguda com l'Emperadriu Mu (穆皇后; literalment: "L'Emperadriu Justa"), va ser una emperadriu de l'estat de Shu Han durant el període dels Tres Regnes de la història xinesa.
Ell va ser l'última esposa de Liu Bei i l'única emperadriu de Liu Bei, l'emperador fundador de Shu Han; ella també hi era la germana menor de Wu Yi (吳懿). El seu pare, el nom del qual no és registrat en la història, va ser un amic de Liu Yan, i va seguir a Liu Yan a la Província de Yi (益州, avui en dia Sichuan i Chongqing) quan aquest últim va ser fet governador. A causa de l'amistat entre el seu pare i Liu Yan, ella va estar casada amb el fill de Liu Yan, Liu Mao (劉瑁). Després de la mort de Liu Mao, ella no es va tornar a casar per un temps.
Quan Liu Bei va arrabassar-li la Província de Yi al cunyat de la Dama Wu, Liu Zhang, en el 214, ell ja s'havia efectivament divorciat de la seva esposa la Dama Sun, la germana de Sun Quan. Després de la presa de la Província de Yi, ell es casà amb la Dama Wu. Quan ell va reclamar per a si mateix el títol de Príncep de Hanzhong en el 219, ell la va fer la seva princesa. Després de la caiguda de la Dinastia Han Oriental en el 220 (amb l'abdicació de l'Emperador Xian vers Cao Pi), Liu Bei va reclamar per a si mateix el títol imperial de Han en el 221, establint l'estat de Shu Han. Més tard aqueix any, ell va crear-hi a Wu com la seva emperadriu. Després del transir de Liu Bei en el 223, el seu fill i successor Liu Shan la va honrar com l'emperadriu vídua. Ella va faltar en el 245. 

## Anotacions
1. ↑  Els Registres dels Tres Regnes és inconsistent en afirmar si bé ella, o bé la mare de Liu Shan (la Dama Gan), va ser soterrada amb el seu marit Liu Bei.